# Paw Paw (Michigan)
Pour les articles homonymes, voir Paw Paw.
Paw Paw est un village situé dans l’État américain du Michigan. Elle est le siège du comté de Van Buren. Selon le recensement de 2000, sa population est de 3 363 habitants.
Le nom du village vient de l'asiminier trilobé (pawpaw en anglais), un arbre indigène à la région.